# 王懋 (北朝)
王懋（515年—559年），字坦度，一字小興，乐浪郡遂城县（今朝鲜民主主义人民共和国平壤市）人，南北朝西魏將領。

## 生平
王盟西征萧宝夤时，因为王懋年幼，将他留在崤山以东。永安年间，王懋才进入关中与王盟相见，于是跟随王盟征讨。大统初年，王懋获赐爵安平县开国子，加扬烈将军，跟随王盟去柔然迎接悼皇后返回，出任城门校尉，很快升任太子右卫率。大统三年（537年）十月，王懋参与沙苑之战，胜利后增加食邑七百户，进爵为公，后出任右卫将军。当时战场交战，未能施行服丧的制度，要替父母服齐斩衰丧的，都穿黑色丧服参加战事。王盟去世的时候，王懋上表辞职，请求为父亲服满三年丧期，西魏文帝不许。王懋转任车骑将军、仪同三司，又升任骠骑将军、开府仪同三司，屡次升任左卫将军、领军将军。
王懋性情温和，小心谨慎，在皇宫值宿宫禁十多年，努力恭谨，十分称职，从无过错，西魏文帝对他十分赞赏。西魏废帝二年（553年），王懋出任岐州刺史，增加食邑一千户，改封安宁郡开国公。魏恭帝二年（555年），王懋升任大将军、大都督，后出任小司寇，武成元年（559年）正月，王懋因病在任内去世，虚岁四十五，同年葬于广阳县万年乡中华原，谥号穆公。兒子王悅继承爵位，官至大將軍、同州刺史，改封濟南郡公。

## 家庭

### 七世祖
- 王波，前燕太宰

### 曾祖
- 王珍，北魏开府仪同三司、并州刺史、乐浪公[1]

### 祖父
- 王罴，伏波将军，以良家子镇武川

### 父亲
- 王盟，西魏太傅、济南孝定公[1]

### 兄弟姐妹
- 王励，西魏平东将军、散骑常侍、千牛备身直长、领左右、咸阳忠武公

### 夫人
- 贺拔二嬢，关□□□□、尚书左仆射、太傅、清水武庄王贺拔岳第二女，生有二子四女，开皇七年岁次丁未八月廿七日（587年10月4日）在长安私人住宅中去世，虚岁五十四，同年十一月壬申朔十一日壬子（587年12月16日）与王懋合葬[1]

### 子女
- 王悦，北周大将军、同州刺史、济南郡公
- 王氏，嫁隋朝上柱国、幽州总管、广宗壮公李崇，封广宗国夫人，又拜为广宗国太夫人[5]

## 延伸阅读
[在维基数据编辑]
 《周書/卷20》，出自令狐德棻《周書》